# 盧頌恩
盧頌恩（Aiyana Lo，1988年3月2日—），外號妹頭，香港女藝人。她曾在亞洲電視擔任賽馬節目《馬上全接觸》的主持，又曾在香港商業電台及新城知訊台擔任唱片騎師。現時是HOY TV的節目主持。

## 簡介
盧頌恩中學時期讀嘉諾撒聖家書院，及後畢業於香港理工大學市場營銷及公共關係文學課程。她在中學時期得到模特兒公司Jamcast賞識，成為旗下模特兒，曾經接拍不同雜誌同參與多個廣告及電視節目拍攝。在2009年參與由陳志雲同森美主持的無綫電視J2開台節目《十人巷》，以「龜仙人」作為參賽名稱。她在比賽中接受幾個月密集式的演藝訓練，從此開始接觸電視圈。翌年成為有線電視球彩台節目主持，並擔任南非世界盃足球的評述員。盧頌恩之後開始評述不同類型的聯賽同盃賽，包括奧運足球項目、歐洲聯賽冠軍盃、德國甲組職業聯賽、澳洲職業聯賽及俄羅斯超級聯賽等等。
在2011年，盧頌恩經朋友介紹下參與新城電台廣播節目《新香蕉俱樂部》的廣播工作。最初只負責部份環節，亦以嘉賓主持形式伙拍杜浚斌（Ben）、林盛斌（Bob）和范振鋒（Ricky）開咪學師達九個月。一年後正式簽約成為新城電台的唱片騎師。同時參與不同類型的廣播節目。盧頌恩在2013年起除了有線電視球彩台外，也開始參與娛樂台的玄學及旅遊等娛樂節目。她曾於一年內外遊十多次去世界不同的地方拍攝旅遊節目。

## 電視節目

### 主持
- 2013年：《玄途有樓住》（有線電視娛樂台）
- 2013年：《快樂地球（第三季）》（有線電視娛樂台）
- 2016年：《去日本 識條鐵》（有線電視娛樂台）
- 2017年：《杜汶澤食住上》（奇妙電視）
- 2017年：《中伏》（奇妙電視）
- 2018年：《狗年人人行好運》（奇妙電視）
- 2018年：《搵錢男女》（奇妙電視）
- 2018年：《發現酷》（香港開電視）
- 2019年：《豬年人人行好運》（香港開電視）
- 2019年：《Pig Pig 歌聲饌饗口》（香港開電視）
- 2019年：《幫人有限公司》（香港開電視）
- 2019年：《夠細奇則》（香港開電視）
- 2019年：《明日世遺》（香港開電視）
- 2019年：《卧底旅行團2.0》（香港開電視）
- 2019年：《30分鐘大放餸》（香港開電視）
- 2020年：《香港奇則》（香港開電視）
- 2020年：《餓底外賣員》（香港開電視）
- 2020年：《開間咖啡店》（香港開電視）
- 2021年：《「餓」底送上門》（香港開電視）
- 2021年：《開運秘笈》（香港開電視）
- 2021年：《至 Fit Pet Pet 診聊所》（香港開電視）
- 2021年：《升級美食》（香港開電視）
- 2022年：《開間咖啡店2》（香港開電視）
- 2022年：《香港空間改造王》（香港開電視）
- 2023年：《開運秘笈》（HOY TV）
- 2023年：《 （页面存档备份，存于）卧底旅行團3.0》（HOY TV）
- 2025年：《卧底旅行團4.0》

### 演出
- 2016年：《正義同盟》（有線電視娛樂台）
- 2017年：《中伏》（奇妙電視）

### 旁白
- 2017年：《空間改造王》（奇妙電視）
- 2018年至今：《空間改造王》（香港開電視／HOY TV）

## 外部連結
- 盧頌恩的Facebook專頁
- 盧頌恩的Instagram專頁